# Copa de la Liga de Inglaterra 2022-23
La Copa de la Liga de Inglaterra 2022-23, también conocida como «Carabao Cup 2022-23» por motivos de patrocinio, fue la temporada número 63 de la Copa de la Liga de Inglaterra. La competición estuvo abierta a todos los clubes que participaron en la Premier League y la English Football League.
El club Manchester United resultó campeón de esta temporada, por lo que aseguró su clasificación para la ronda de play-off de la Liga Europa Conferencia de la UEFA 2023-24.

## Acceso
Los 92 clubes de la Premier League y la English Football League ingresaron a la Copa EFL de la temporada. El acceso se distribuyó entre las 4 mejores ligas del sistema de ligas de fútbol de Inglaterra. Durante las dos primeras rondas, el sorteo se regionalizó en clubes del norte y del sur.
En la primera ronda, participaron 22 de los 24 equipos de la Championship y todos los equipos de la League One, y la League Two.
En la siguiente ronda, entraron los dos equipos restantes del campeonato Watford y Burnley (que terminaron 18 y 19 respectivamente en la temporada Premier League 2021-22), y los equipos de la Premier League que no participaron de la Champions League, de la Europa League o de la UEFA Europa Conference League 2022–23.
Arsenal, Chelsea, Liverpool, Manchester City, Manchester United, Tottenham Hotspur y West Ham United recibieron pases para la tercera ronda por su participación en competiciones europeas.
|                              | Equipos que entran en esta ronda                                                                              | Equipos que pasan de la ronda anterior | Número de partidos |
| ---------------------------- | --- | -------------------------------------- | ------------------ |
| Primera ronda (70 equipos)   | - 24 equipos de la EFL League Two - 24 equipos de la EFL League One - 22 equipos de la EFL Championship       | - N/A                                  | 35                 |
| Segunda ronda (50 equipos)   | - 2 equipos de la EFL Championship - 13 equipos de Premier League (no involucrados en competiciones europeas) | - 35 ganadores de la primera ronda     | 25                 |
| Tercera ronda (32 equipos)   | - 7 equipos de Premier League (involucrados en competiciones europeas)                                        | - 25 ganadores de la segunda ronda     | 16                 |
| Cuarta ronda (16 equipos)    | | - 16 ganadores de la tercera ronda     | 8                  |
| Cuartos de final (8 equipos) | | - 8 ganadores de la cuarta ronda       | 4                  |
| Semifinal (4 equipos)        | | - 4 ganadores de la quinta ronda       | 2                  |
| Final (2 equipos)            | | - 2 ganadores de la semifinal          | 1                  |

## Primera ronda
Un total de 70 clubes jugaron la primera ronda: 24 de la League Two (cuarta división), 24 de la League One (tercera división) y 22 clubes de la Championship (segunda división). El sorteo para esta ronda se dividió en una base regional geográfica entre sección norte y sección sur. Los equipos eran emparejados con otro de la misma sección.
| Equipo 1             | Resultado      | Equipo 2          |
| -------------------- | -------------- | ----------------- |
| Shrewsbury Town      | 3–2            | Carlisle United   |
| Accrington Stanley   | 2–2 (11–12 p.) | Tranmere Rovers   |
| Blackpool            | 0–0 (3–4 p.)   | Barrow            |
| Bolton Wanderers     | 5–1            | Salford City      |
| Bradford City        | 2–1            | Hull City         |
| Doncaster Rovers     | 0–3            | Lincoln City      |
| Fleetwood Town       | 1–0            | Wigan Athletic    |
| Grimsby Town         | 4–0            | Crewe Alexandra   |
| Harrogate Town       | 0–1            | Stockport County  |
| Huddersfield Town    | 1–4            | Preston North End |
| Mansfield Town       | 1–2            | Derby County      |
| Morecambe            | 0–0 (5–3 p.)   | Stoke City        |
| Rochdale             | 2–0            | Burton Albion     |
| Blackburn Rovers     | 4–0            | Hartlepool United |
| Middlesbrough        | 0–1            | Barnsley          |
| Port Vale            | 1–2            | Rotherham United  |
| Sheffield Wednesday  | 2–0            | Sunderland        |
| West Bromwich Albion | 1–0            | Sheffield United  |

| Equipo 1            | Resultado    | Equipo 2            |
| ------------------- | ------------ | ------------------- |
| Cambridge United    | 1–0          | Millwall            |
| AFC Wimbledon       | 0–2          | Gillingham          |
| Cardiff City        | 0–3          | Portsmouth          |
| Charlton Athletic   | 1–1 (5–3 p.) | Queens Park Rangers |
| Cheltenham Town     | 0–7          | Exeter City         |
| Crawley Town        | 1–0          | Bristol Rovers      |
| Forest Green Rovers | 2–0          | Leyton Orient       |
| Ipswich Town        | 0–1          | Colchester United   |
| Luton Town          | 2–3          | Newport County      |
| Milton Keynes Dons  | 1–0          | Sutton United       |
| Northampton Town    | 1–2          | Wycombe Wanderers   |
| Norwich City        | 2–2 (4–2 p.) | Birmingham City     |
| Oxford United       | 2–2 (5–3 p.) | Swansea City        |
| Walsall             | 2–0          | Swindon Town        |
| Reading             | 1–2          | Stevenage           |
| Coventry City       | 1–4          | Bristol City        |
| Plymouth Argyle     | 0–2          | Peterborough United |

## Segunda ronda
Un total de 50 clubes jugaron la segunda ronda: 35 ganadores de la primera ronda, 2 clubes de la Championship (segunda división) y 13 de la primera división (no involucrados en competiciones europeas).
| Equipo 1                | Resultado    | Equipo 2             |
| ----------------------- | ------------ | -------------------- |
| Shrewsbury Town         | 0–1          | Burnley              |
| Sheffield Wednesday     | 3–0          | Rochdale             |
| Barrow                  | 2–2 (1–3 p.) | Lincoln City         |
| Bolton Wanderers        | 1–4          | Aston Villa          |
| Bradford City           | 1–2          | Blackburn Rovers     |
| Derby County            | 1–0          | West Bromwich Albion |
| Fleetwood Town          | 0–1          | Everton              |
| Grimsby Town            | 0–3          | Nottingham Forest    |
| Rotherham United        | 0–1          | Morecambe            |
| Stockport County        | 0–0 (1–3 p.) | Leicester City       |
| Wolverhampton Wanderers | 2–1          | Preston North End    |
| Leeds United            | 3–1          | Barnsley             |
| Tranmere Rovers         | 1–2          | Newcastle United     |

| Equipo 1            | Resultado    | Equipo 2               |
| ------------------- | ------------ | ---------------------- |
| Walsall             | 0–1          | Charlton Athletic      |
| Crawley Town        | 2–0          | Fulham                 |
| Watford             | 0–2          | Milton Keynes Dons     |
| Newport County      | 3–2          | Portsmouth             |
| Colchester United   | 0–2          | Brentford              |
| Cambridge United    | 0–3          | Southampton            |
| Norwich City        | 2–2 (3–5 p.) | Bournemouth            |
| Oxford United       | 0–2          | Crystal Palace         |
| Stevenage           | 1–0          | Peterborough United    |
| Gillingham          | 0–0 (6–5 p.) | Exeter City            |
| Forest Green Rovers | 0–3          | Brighton & Hove Albion |
| Wycombe Wanderers   | 1–3          | Bristol City           |

## Tercera ronda
Un total de 32 equipos jugaron en la tercera ronda. Arsenal, Chelsea, Liverpool, Manchester City, Manchester United, Tottenham Hotspur y West Ham United entraron en esta ronda debido a su participación en la Liga de Campeones, la Liga Europa y la Liga Europa Conferencia. El sorteo se realizó el 24 de agosto de 2022. La tercera ronda estuvo compuesta por 19 clubes de la Premier League, tres de la Championship, seis de la League One y cuatro de la League Two. Los partidos estaban programados para jugarse en la semana que comenzó el 7 de noviembre de 2022.
| Equipo 1                | Resultado     | Equipo 2               |
| ----------------------- | ------------- | ---------------------- |
| Leicester City          | 3–0           | Newport County         |
| Bournemouth             | 4–1           | Everton                |
| Burnley                 | 3–1           | Crawley Town           |
| Bristol City            | 1–3           | Lincoln City           |
| Stevenage               | 1–1 (4–5 p.)  | Charlton Athletic      |
| Milton Keynes Dons      | 2–0           | Morecambe              |
| Brentford               | 1–1 (5–6 p.)  | Gillingham             |
| West Ham United         | 2–2 (9–10 p.) | Blackburn Rovers       |
| Nottingham Forest       | 2–0           | Tottenham Hotspur      |
| Newcastle United        | 0–0 (3–2 p.)  | Crystal Palace         |
| Southampton             | 1–1 (6–5 p.)  | Sheffield Wednesday    |
| Arsenal                 | 1–3           | Brighton & Hove Albion |
| Wolverhampton Wanderers | 1–0           | Leeds United           |
| Liverpool               | 0–0 (3–2 p.)  | Derby County           |
| Manchester City         | 2–0           | Chelsea                |
| Manchester United       | 4–2           | Aston Villa            |

## Fase final

### Cuadro de desarrollo
|  | Octavos de final              | Octavos de final              | Octavos de final              |                         |                   | Cuartos de final         | Cuartos de final         | Cuartos de final         |  |                   | Semifinales                         | Semifinales                         | Semifinales                         | Semifinales                         | Semifinales                         |  |                   | Final                 | Final                 | Final                 |  |
|  | 20 al 22 de diciembre de 2022 | 20 al 22 de diciembre de 2022 | 20 al 22 de diciembre de 2022 |                         |                   | 10 y 11 de enero de 2023 | 10 y 11 de enero de 2023 | 10 y 11 de enero de 2023 |  |                   | 24 de enero al 1 de febrero de 2023 | 24 de enero al 1 de febrero de 2023 | 24 de enero al 1 de febrero de 2023 | 24 de enero al 1 de febrero de 2023 | 24 de enero al 1 de febrero de 2023 |  |                   | 26 de febrero de 2023 | 26 de febrero de 2023 | 26 de febrero de 2023 |  |
|  |                               |                               |                               |                         |                   |                          |                          |                          |  |                   |                                     |                                     |                                     |                                     |                                     |  |                   |                       |                       |                       |  |
|  |                               |                               |                               |                         |                   |                          |                          |                          |  |                   |                                     |                                     |                                     |                                     |                                     |  |                   |                       |                       |                       |  |
|  | Manchester United             | Manchester United             | 2                             |                         |                   |                          |                          |                          |  |                   |                                     |                                     |                                     |                                     |                                     |  |                   |                       |                       |                       |  |
|  | Manchester United             | Manchester United             | 2                             |                         |                   |                          |                          |                          |  |                   |                                     |                                     |                                     |                                     |                                     |  |                   |                       |                       |                       |  |
|  | Burnley                       | Burnley                       | 0                             |                         |                   |                          |                          |                          |  |                   |                                     |                                     |                                     |                                     |                                     |  |                   |                       |                       |                       |  |
|  | Burnley                       | Burnley                       | 0                             |                         | Manchester United | Manchester United        | 3                        |                          |  |                   |                                     |                                     |                                     |                                     |                                     |  |                   |                       |                       |                       |  |
|  |                               |                               |                               |                         | Manchester United | Manchester United        | 3                        |                          |  |                   |                                     |                                     |                                     |                                     |                                     |  |                   |                       |                       |                       |  |
|  |                               |                               | Charlton Athletic             | Charlton Athletic       | 0                 |                          |                          |                          |  |                   |                                     |                                     |                                     |                                     |                                     |  |                   |                       |                       |                       |  |
|  | Charlton Athletic             | Charlton Athletic             | Charlton Athletic             | Charlton Athletic       | 0                 | 0 (4)                    |                          |                          |  |                   |                                     |                                     |                                     |                                     |                                     |  |                   |                       |                       |                       |  |
|  | Charlton Athletic             | Charlton Athletic             |                               |                         |                   |                          |                          |                          |  |                   |                                     |                                     |                                     |                                     |                                     |  |                   |                       |                       |                       |  |
|  | Brighton & Hove Albion        | Brighton & Hove Albion        | 0 (3)                         |                         |                   |                          |                          |                          |  |                   |                                     |                                     |                                     |                                     |                                     |  |                   |                       |                       |                       |  |
|  | Brighton & Hove Albion        | Brighton & Hove Albion        | 0 (3)                         |                         |                   |                          |                          |                          |  | Manchester United | Manchester United                   | 3                                   | 2                                   | 5                                   |                                     |  |                   |                       |                       |                       |  |
|  |                               |                               |                               |                         |                   |                          |                          |                          |  | Manchester United | Manchester United                   | 3                                   | 2                                   | 5                                   |                                     |  |                   |                       |                       |                       |  |
|  |                               |                               | Nottingham Forest             | Nottingham Forest       | 0                 | 0                        | 0                        |                          |  |                   |                                     |                                     |                                     |                                     |                                     |  |                   |                       |                       |                       |  |
|  | Blackburn Rovers              | Blackburn Rovers              | Nottingham Forest             | Nottingham Forest       | 0                 | 0                        | 0                        | 1                        |  |                   |                                     |                                     |                                     |                                     |                                     |  |                   |                       |                       |                       |  |
|  | Blackburn Rovers              | Blackburn Rovers              |                               |                         |                   |                          |                          | 1                        |  |                   |                                     |                                     |                                     |                                     |                                     |  |                   |                       |                       |                       |  |
|  | Nottingham Forest             | Nottingham Forest             | 4                             |                         |                   |                          |                          |                          |  |                   |                                     |                                     |                                     |                                     |                                     |  |                   |                       |                       |                       |  |
|  | Nottingham Forest             | Nottingham Forest             | 4                             |                         | Nottingham Forest | Nottingham Forest        | 1 (4)                    |                          |  |                   |                                     |                                     |                                     |                                     |                                     |  |                   |                       |                       |                       |  |
|  |                               |                               |                               |                         | Nottingham Forest | Nottingham Forest        | 1 (4)                    |                          |  |                   |                                     |                                     |                                     |                                     |                                     |  |                   |                       |                       |                       |  |
|  |                               |                               | Wolverhampton Wanderers       | Wolverhampton Wanderers | 1 (3)             |                          |                          |                          |  |                   |                                     |                                     |                                     |                                     |                                     |  |                   |                       |                       |                       |  |
|  | Wolverhampton Wanderers       | Wolverhampton Wanderers       | Wolverhampton Wanderers       | Wolverhampton Wanderers | 1 (3)             | 2                        |                          |                          |  |                   |                                     |                                     |                                     |                                     |                                     |  |                   |                       |                       |                       |  |
|  | Wolverhampton Wanderers       | Wolverhampton Wanderers       |                               |                         |                   |                          |                          |                          |  |                   |                                     |                                     |                                     |                                     |                                     |  |                   |                       |                       |                       |  |
|  | Gillingham                    | Gillingham                    | 0                             |                         |                   |                          |                          |                          |  |                   |                                     |                                     |                                     |                                     |                                     |  |                   |                       |                       |                       |  |
|  | Gillingham                    | Gillingham                    | 0                             |                         |                   |                          |                          |                          |  |                   |                                     |                                     |                                     |                                     |                                     |  | Manchester United | Manchester United     | 2                     |                       |  |
|  |                               |                               |                               |                         |                   |                          |                          |                          |  |                   |                                     |                                     |                                     |                                     |                                     |  | Manchester United | Manchester United     | 2                     |                       |  |
|  |                               |                               | Newcastle United              | Newcastle United        | 0                 |                          |                          |                          |  |                   |                                     |                                     |                                     |                                     |                                     |  |                   |                       |                       |                       |  |
|  | Newcastle United              | Newcastle United              | Newcastle United              | Newcastle United        | 0                 | 1                        |                          |                          |  |                   |                                     |                                     |                                     |                                     |                                     |  |                   |                       |                       |                       |  |
|  | Newcastle United              | Newcastle United              |                               |                         |                   |                          |                          |                          |  |                   |                                     |                                     |                                     |                                     |                                     |  |                   |                       |                       |                       |  |
|  | Bournemouth                   | Bournemouth                   | 0                             |                         |                   |                          |                          |                          |  |                   |                                     |                                     |                                     |                                     |                                     |  |                   |                       |                       |                       |  |
|  | Bournemouth                   | Bournemouth                   | 0                             |                         | Newcastle United  | Newcastle United         | 2                        |                          |  |                   |                                     |                                     |                                     |                                     |                                     |  |                   |                       |                       |                       |  |
|  |                               |                               |                               |                         | Newcastle United  | Newcastle United         | 2                        |                          |  |                   |                                     |                                     |                                     |                                     |                                     |  |                   |                       |                       |                       |  |
|  |                               |                               | Leicester City                | Leicester City          | 0                 |                          |                          |                          |  |                   |                                     |                                     |                                     |                                     |                                     |  |                   |                       |                       |                       |  |
|  | Milton Keynes Dons            | Milton Keynes Dons            | Leicester City                | Leicester City          | 0                 | 0                        |                          |                          |  |                   |                                     |                                     |                                     |                                     |                                     |  |                   |                       |                       |                       |  |
|  | Milton Keynes Dons            | Milton Keynes Dons            |                               |                         |                   |                          |                          |                          |  |                   |                                     |                                     |                                     |                                     |                                     |  |                   |                       |                       |                       |  |
|  | Leicester City                | Leicester City                | 3                             |                         |                   |                          |                          |                          |  |                   |                                     |                                     |                                     |                                     |                                     |  |                   |                       |                       |                       |  |
|  | Leicester City                | Leicester City                | 3                             |                         |                   |                          |                          |                          |  | Newcastle United  | Newcastle United                    | 1                                   | 2                                   | 3                                   |                                     |  |                   |                       |                       |                       |  |
|  |                               |                               |                               |                         |                   |                          |                          |                          |  | Newcastle United  | Newcastle United                    | 1                                   | 2                                   | 3                                   |                                     |  |                   |                       |                       |                       |  |
|  |                               |                               | Southampton                   | Southampton             | 0                 | 1                        | 1                        |                          |  |                   |                                     |                                     |                                     |                                     |                                     |  |                   |                       |                       |                       |  |
|  | Southampton                   | Southampton                   | Southampton                   | Southampton             | 0                 | 1                        | 1                        | 2                        |  |                   |                                     |                                     |                                     |                                     |                                     |  |                   |                       |                       |                       |  |
|  | Southampton                   | Southampton                   |                               |                         |                   |                          |                          | 2                        |  |                   |                                     |                                     |                                     |                                     |                                     |  |                   |                       |                       |                       |  |
|  | Lincoln City                  | Lincoln City                  | 1                             |                         |                   |                          |                          |                          |  |                   |                                     |                                     |                                     |                                     |                                     |  |                   |                       |                       |                       |  |
|  | Lincoln City                  | Lincoln City                  | 1                             |                         | Southampton       | Southampton              | 2                        |                          |  |                   |                                     |                                     |                                     |                                     |                                     |  |                   |                       |                       |                       |  |
|  |                               |                               |                               |                         | Southampton       | Southampton              | 2                        |                          |  |                   |                                     |                                     |                                     |                                     |                                     |  |                   |                       |                       |                       |  |
|  |                               |                               | Manchester City               | Manchester City         | 0                 |                          |                          |                          |  |                   |                                     |                                     |                                     |                                     |                                     |  |                   |                       |                       |                       |  |
|  | Manchester City               | Manchester City               | Manchester City               | Manchester City         | 0                 | 3                        |                          |                          |  |                   |                                     |                                     |                                     |                                     |                                     |  |                   |                       |                       |                       |  |
|  | Manchester City               | Manchester City               |                               |                         |                   |                          |                          |                          |  |                   |                                     |                                     |                                     |                                     |                                     |  |                   |                       |                       |                       |  |
|  | Liverpool                     | Liverpool                     | 2                             |                         |                   |                          |                          |                          |  |                   |                                     |                                     |                                     |                                     |                                     |  |                   |                       |                       |                       |  |
|  | Liverpool                     | Liverpool                     | 2                             |                         |                   |                          |                          |                          |  |                   |                                     |                                     |                                     |                                     |                                     |  |                   |                       |                       |                       |  |
|  |                               |                               |                               |                         |                   |                          |                          |                          |  |                   |                                     |                                     |                                     |                                     |                                     |  |                   |                       |                       |                       |  |

### Octavos de final
Un total de 16 equipos jugaron en la cuarta ronda. El Gillingham de la League Two fue el equipo con la clasificación más baja en el sorteo, que se realizó el 10 de noviembre de 2022.
| Equipo 1                | Resultado    | Equipo 2               |
| ----------------------- | ------------ | ---------------------- |
| Milton Keynes Dons      | 0–3          | Leicester City         |
| Wolverhampton Wanderers | 2–0          | Gillingham             |
| Southampton             | 2–1          | Lincoln City           |
| Newcastle United        | 1–0          | Bournemouth            |
| Blackburn Rovers        | 1–4          | Nottingham Forest      |
| Charlton Athletic       | 0–0 (4–3 p.) | Brighton & Hove Albion |
| Manchester United       | 2–0          | Burnley                |
| Manchester City         | 3–2          | Liverpool              |

### Cuartos de final
Un total de 8 equipos jugaron en la quinta ronda. El Charlton Athletic de la League One fue el equipo con la clasificación más baja en el sorteo y el único equipo que quedó fuera de la Premier League.
| Equipo 1          | Resultado    | Equipo 2                |
| ----------------- | ------------ | ----------------------- |
| Manchester United | 3–0          | Charlton Athletic       |
| Newcastle United  | 2–0          | Leicester City          |
| Nottingham Forest | 1–1 (4–3 p.) | Wolverhampton Wanderers |
| Southampton       | 2–0          | Manchester City         |

### Semifinales
Un total de 4 equipos jugaron en la sexta ronda. Todos equipos de la Premier League. Esta ronda comenzó el 24 de enero de 2023.
| Equipo 1          | Agr. | Equipo 2          | Ida | Vuelta |
| ----------------- | ---- | ----------------- | --- | ------ |
| Manchester United | 5–0  | Nottingham Forest | 3–0 | 2–0    |
| Newcastle United  | 3–1  | Southampton       | 1–0 | 2–1    |

### Final
La final se disputó el 26 de febrero de 2023 en Wembley.
| 26 de febrero de 2023 | Manchester United           | 2–0     | Newcastle United | Estadio Wembley, Londres                                |                                                         |
| 16:30 (UTC±0)         | Casemiro 33' · Rashford 39' | Reporte |                  | Asistencia: 87 306 espectadores Árbitro(s): David Coote | Asistencia: 87 306 espectadores Árbitro(s): David Coote |

| 1     | POR   | David de Gea      |     |
| 19    | DEF   | Raphaël Varane    |     |
| 23    | DEF   | Luke Shaw         |     |
| 20    | DEF   | Diogo Dalot       | 46' |
| 6     | DEF   | Lisandro Martínez |     |
| 18    | MED   | Casemiro          |     |
| 17    | MED   | Fred              | 69' |
| 8     | MED   | Bruno Fernandes   |     |
| 10    | MED   | Marcus Rashford   | 88' |
| 21    | MED   | Antony            | 83' |
| 27    | DEL   | Wout Weghorst     | 70' |
| D. T. | D. T. | Erik ten Hag      |     |

| 18    | POR   | Loris Karius        |       |
| 2     | DEF   | Kieran Trippier     |       |
| 5     | DEF   | Fabian Schär        |       |
| 33    | DEF   | Dan Burn            |       |
| 4     | DEF   | Sven Botman         |       |
| 24    | MED   | Miguel Almirón      | 90+1' |
| 39    | MED   | Bruno Guimarães     | 79'   |
| 36    | MED   | Sean Longstaff      | 46'   |
| 9     | DEL   | Callum Wilson       | 90+1' |
| 10    | DEL   | Allan Saint-Maximin | 78'   |
| 7     | DEL   | Joelinton           |       |
| D. T. | D. T. | Eddie Howe          |       |

| 29 | DEF | Aaron Wan-Bissaka | 46' |
| 15 | MED | Marcel Sabitzer   | 69' |
| 39 | MED | Scott McTominay   | 70' |
| 25 | DEL | Jadon Sancho      | 83' |
| 5  | DEF | Harry Maguire     | 88' |

| 14 | DEL | Alexander Isak  | 46'   |
| 23 | MED | Jacob Murphy    | 78'   |
| 28 | MED | Joe Willock     | 79'   |
| 32 | MED | Elliot Anderson | 90+1' |
| 11 | DEF | Matt Ritchie    | 90+1' |

| 33' · 39' | Casemiro Marcus Rashford | 1-0 2-0 |

| 9' · 37' · 84' · 87' · 90+1' · 90+6' | Diogo Dalot Fred David de Gea Casemiro Luke Shaw Lisandro Martínez |

| 45+6' · 67' · 90+6' | Joelinton Sven Botman Fabian Schär |

| Principal  | David Coote     |
| Asistentes | Nick Hopton     |
|            | Nick Wood       |
| Cuarto     | Simon Hooper    |
| Quinto     | Nick Greenhalgh |

| VAR            | Peter Bankes |
| Asistentes VAR | Eddie Smart  |

| 1     | POR   | David de Gea      |     |
| 19    | DEF   | Raphaël Varane    |     |
| 23    | DEF   | Luke Shaw         |     |
| 20    | DEF   | Diogo Dalot       | 46' |
| 6     | DEF   | Lisandro Martínez |     |
| 18    | MED   | Casemiro          |     |
| 17    | MED   | Fred              | 69' |
| 8     | MED   | Bruno Fernandes   |     |
| 10    | MED   | Marcus Rashford   | 88' |
| 21    | MED   | Antony            | 83' |
| 27    | DEL   | Wout Weghorst     | 70' |
| D. T. | D. T. | Erik ten Hag      |     |

| 18    | POR   | Loris Karius        |       |
| 2     | DEF   | Kieran Trippier     |       |
| 5     | DEF   | Fabian Schär        |       |
| 33    | DEF   | Dan Burn            |       |
| 4     | DEF   | Sven Botman         |       |
| 24    | MED   | Miguel Almirón      | 90+1' |
| 39    | MED   | Bruno Guimarães     | 79'   |
| 36    | MED   | Sean Longstaff      | 46'   |
| 9     | DEL   | Callum Wilson       | 90+1' |
| 10    | DEL   | Allan Saint-Maximin | 78'   |
| 7     | DEL   | Joelinton           |       |
| D. T. | D. T. | Eddie Howe          |       |

| 29 | DEF | Aaron Wan-Bissaka | 46' |
| 15 | MED | Marcel Sabitzer   | 69' |
| 39 | MED | Scott McTominay   | 70' |
| 25 | DEL | Jadon Sancho      | 83' |
| 5  | DEF | Harry Maguire     | 88' |

| 14 | DEL | Alexander Isak  | 46'   |
| 23 | MED | Jacob Murphy    | 78'   |
| 28 | MED | Joe Willock     | 79'   |
| 32 | MED | Elliot Anderson | 90+1' |
| 11 | DEF | Matt Ritchie    | 90+1' |

| 33' · 39' | Casemiro Marcus Rashford | 1-0 2-0 |

| 9' · 37' · 84' · 87' · 90+1' · 90+6' | Diogo Dalot Fred David de Gea Casemiro Luke Shaw Lisandro Martínez |

| 45+6' · 67' · 90+6' | Joelinton Sven Botman Fabian Schär |

| Principal  | David Coote     |
| Asistentes | Nick Hopton     |
|            | Nick Wood       |
| Cuarto     | Simon Hooper    |
| Quinto     | Nick Greenhalgh |

| VAR            | Peter Bankes |
| Asistentes VAR | Eddie Smart  |

| 1     | POR   | David de Gea      |     |
| 19    | DEF   | Raphaël Varane    |     |
| 23    | DEF   | Luke Shaw         |     |
| 20    | DEF   | Diogo Dalot       | 46' |
| 6     | DEF   | Lisandro Martínez |     |
| 18    | MED   | Casemiro          |     |
| 17    | MED   | Fred              | 69' |
| 8     | MED   | Bruno Fernandes   |     |
| 10    | MED   | Marcus Rashford   | 88' |
| 21    | MED   | Antony            | 83' |
| 27    | DEL   | Wout Weghorst     | 70' |
| D. T. | D. T. | Erik ten Hag      |     |

| 18    | POR   | Loris Karius        |       |
| 2     | DEF   | Kieran Trippier     |       |
| 5     | DEF   | Fabian Schär        |       |
| 33    | DEF   | Dan Burn            |       |
| 4     | DEF   | Sven Botman         |       |
| 24    | MED   | Miguel Almirón      | 90+1' |
| 39    | MED   | Bruno Guimarães     | 79'   |
| 36    | MED   | Sean Longstaff      | 46'   |
| 9     | DEL   | Callum Wilson       | 90+1' |
| 10    | DEL   | Allan Saint-Maximin | 78'   |
| 7     | DEL   | Joelinton           |       |
| D. T. | D. T. | Eddie Howe          |       |

| 29 | DEF | Aaron Wan-Bissaka | 46' |
| 15 | MED | Marcel Sabitzer   | 69' |
| 39 | MED | Scott McTominay   | 70' |
| 25 | DEL | Jadon Sancho      | 83' |
| 5  | DEF | Harry Maguire     | 88' |

| 14 | DEL | Alexander Isak  | 46'   |
| 23 | MED | Jacob Murphy    | 78'   |
| 28 | MED | Joe Willock     | 79'   |
| 32 | MED | Elliot Anderson | 90+1' |
| 11 | DEF | Matt Ritchie    | 90+1' |

| 33' · 39' | Casemiro Marcus Rashford | 1-0 2-0 |

| 9' · 37' · 84' · 87' · 90+1' · 90+6' | Diogo Dalot Fred David de Gea Casemiro Luke Shaw Lisandro Martínez |

| 45+6' · 67' · 90+6' | Joelinton Sven Botman Fabian Schär |

| Principal  | David Coote     |
| Asistentes | Nick Hopton     |
|            | Nick Wood       |
| Cuarto     | Simon Hooper    |
| Quinto     | Nick Greenhalgh |

| VAR            | Peter Bankes |
| Asistentes VAR | Eddie Smart  |

| 1     | POR   | David de Gea      |     |
| 19    | DEF   | Raphaël Varane    |     |
| 23    | DEF   | Luke Shaw         |     |
| 20    | DEF   | Diogo Dalot       | 46' |
| 6     | DEF   | Lisandro Martínez |     |
| 18    | MED   | Casemiro          |     |
| 17    | MED   | Fred              | 69' |
| 8     | MED   | Bruno Fernandes   |     |
| 10    | MED   | Marcus Rashford   | 88' |
| 21    | MED   | Antony            | 83' |
| 27    | DEL   | Wout Weghorst     | 70' |
| D. T. | D. T. | Erik ten Hag      |     |

| 18    | POR   | Loris Karius        |       |
| 2     | DEF   | Kieran Trippier     |       |
| 5     | DEF   | Fabian Schär        |       |
| 33    | DEF   | Dan Burn            |       |
| 4     | DEF   | Sven Botman         |       |
| 24    | MED   | Miguel Almirón      | 90+1' |
| 39    | MED   | Bruno Guimarães     | 79'   |
| 36    | MED   | Sean Longstaff      | 46'   |
| 9     | DEL   | Callum Wilson       | 90+1' |
| 10    | DEL   | Allan Saint-Maximin | 78'   |
| 7     | DEL   | Joelinton           |       |
| D. T. | D. T. | Eddie Howe          |       |

| 29 | DEF | Aaron Wan-Bissaka | 46' |
| 15 | MED | Marcel Sabitzer   | 69' |
| 39 | MED | Scott McTominay   | 70' |
| 25 | DEL | Jadon Sancho      | 83' |
| 5  | DEF | Harry Maguire     | 88' |

| 14 | DEL | Alexander Isak  | 46'   |
| 23 | MED | Jacob Murphy    | 78'   |
| 28 | MED | Joe Willock     | 79'   |
| 32 | MED | Elliot Anderson | 90+1' |
| 11 | DEF | Matt Ritchie    | 90+1' |

| 33' · 39' | Casemiro Marcus Rashford | 1-0 2-0 |

| 9' · 37' · 84' · 87' · 90+1' · 90+6' | Diogo Dalot Fred David de Gea Casemiro Luke Shaw Lisandro Martínez |

| 45+6' · 67' · 90+6' | Joelinton Sven Botman Fabian Schär |

| Principal  | David Coote     |
| Asistentes | Nick Hopton     |
|            | Nick Wood       |
| Cuarto     | Simon Hooper    |
| Quinto     | Nick Greenhalgh |

| VAR            | Peter Bankes |
| Asistentes VAR | Eddie Smart  |

|                                     |
| Bandera de Inglaterra               |
| Campeón Manchester United 6° título |

## Máximos goleadores
| Pos. | Futbolista      | Club                    | Goles |
| ---- | --------------- | ----------------------- | ----- |
| 1    | Marcus Rashford | Manchester United       | 6     |
| 2    | Ché Adams       | Southampton             | 5     |
| 3    | Tommy Conway    | Bristol City            | 3     |
| 3    | Andy Cook       | Bradford City           | 3     |
| 3    | Ronan Curtis    | Portsmouth              | 3     |
| 3    | Raúl Jiménez    | Wolverhampton Wanderers | 3     |
| 3    | Jamie Vardy     | Leicester City          | 3     |